# Depressão de Qattara
A Depressão de Qattara (em árabe: منخفض القطارة) é uma depressão no noroeste do Egito, especificamente no governorato de Matruh. A depressão faz parte do Deserto Ocidental do Egito. A Depressão de Qattara fica abaixo do nível do mar e seu fundo é coberto por salinas, dunas de areia e sapais. A depressão se estende entre as latitudes de 28° 35' e 30° 25' norte e as longitudes de 26° 20' e 29° 02' leste.
A interação entre o intemperismo salino e a erosão eólica foram os fatores que criaram a Depressão de Qattara. Cerca de 20 quilómetros a oeste da depressão estão os oásis de Siuá, no Egito, e Giarabube, na Líbia, em depressões menores, mas semelhantes.
O segundo ponto mais baixo da África, a uma altitude de 133 metros abaixo do nível do mar, localiza-se na Depressão de Qattara, sendo o ponto mais baixo o Lago Assal, em Djibuti. A depressão cobre cerca de 19 605 quilómetros quadrados, um tamanho comparável ao Lago Ontário ou duas vezes maior que o Líbano. Devido ao seu tamanho e proximidade com as margens do Mar Mediterrâneo, estudos foram feitos para o potencial de gerar hidreletricidade no local.

## Geografia

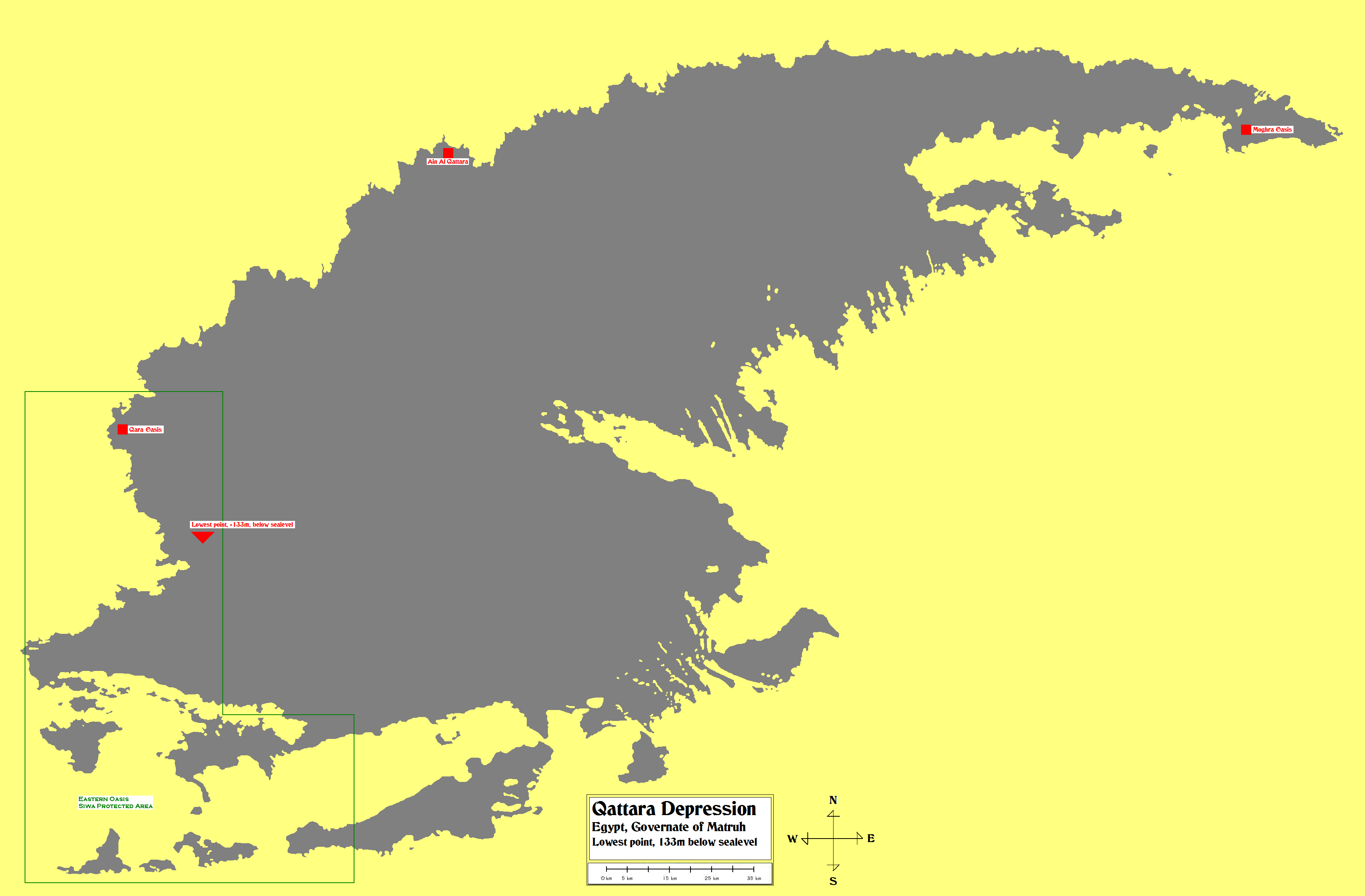
Mapa da Depressão de Qattara.
Limite inferior: 28°36'30.74"N 26°14'31.08"E.
Limite superior: 30°31'1.74"N 29° 8'51.83"E.

A Depressão de Qattara tem a forma de uma gota de lágrima, com seu ponto voltado para o leste e a ampla área profunda voltada para o sudoeste. O lado norte da depressão é caracterizado por escarpas íngremes de até 280 metros de altura, marcando a borda do planalto adjacente El Diffa. Ao sul, a depressão desce suavemente até o Grande Mar de Areia.
Dentro da Depressão estão os sapais, sob as bordas da escarpa noroeste e norte, e os extensos leitos secos que inundam ocasionalmente. Os pântanos ocupam aproximadamente 300 quilómetros quadrados, embora areias sopradas pelo vento estejam invadindo algumas áreas. Cerca de um quarto da região é ocupada por lagos secos compostos de crosta dura e lama pegajosa, e ocasionalmente cheios de água.
A Depressão foi iniciada pelo vento ou erosão fluvial no período Neogeno tardio, mas durante o Período Quaternário, o mecanismo dominante foi uma combinação de intemperismo salino e erosão eólica trabalhando juntos. Primeiro, os sais quebram o chão da depressão, então o vento sopra as areias resultantes. Este processo é menos eficaz na parte oriental da depressão, devido a menor salinidade da água subterrânea.

## Ecologia

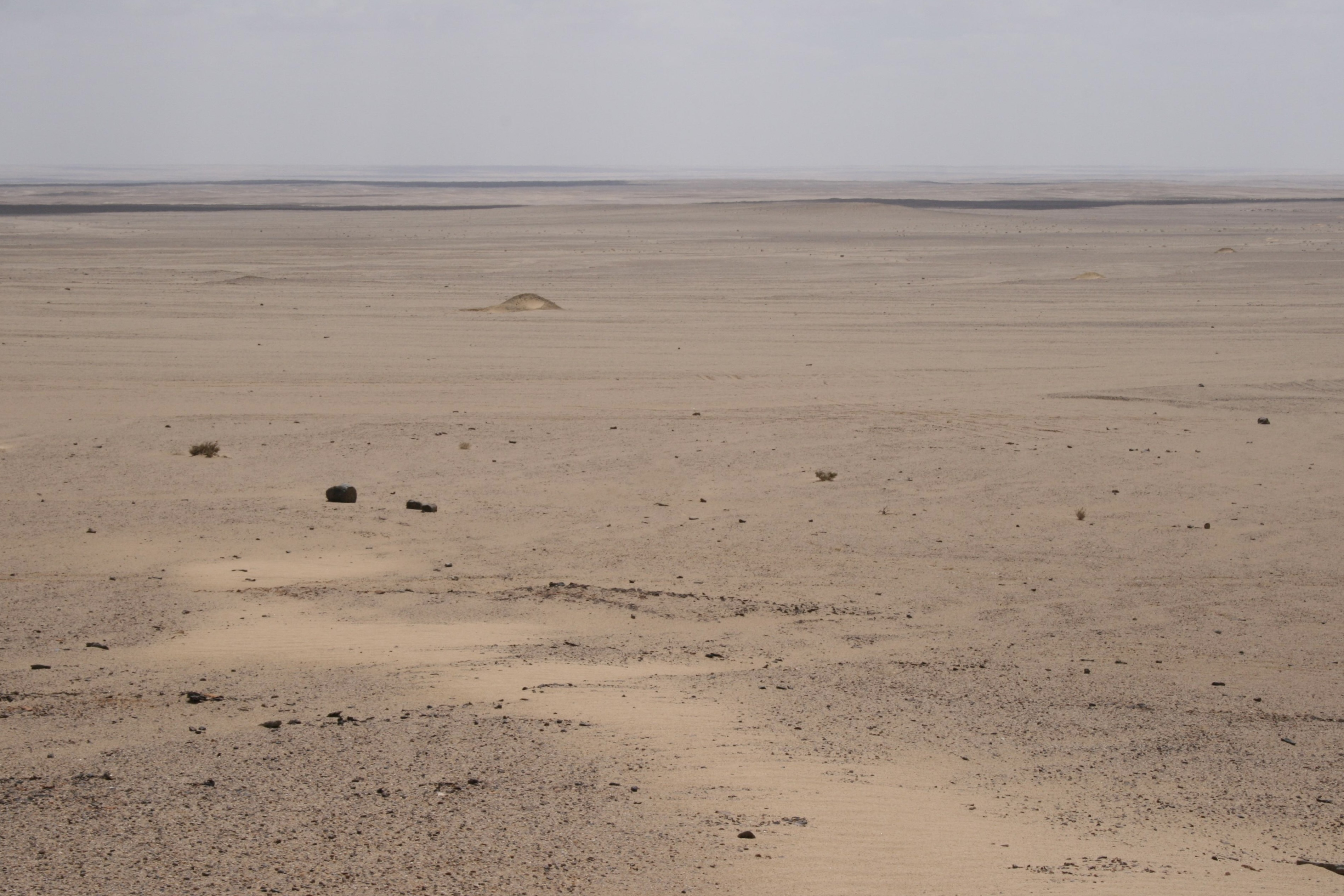
Vista da Depressão de Qattara.

Bosques de Acacia raddiana crescem em depressões arenosas rasas e os caniços, que crescem nos pântanos, representam a única vegetação permanente. As acácias variam amplamente em biodiversidade e dependem de escoamento de chuvas e águas subterrâneas para sobreviver. O oásis de Mogra, na parte nordeste da Grande Depressão, tem um lago salobra de quatro quilómetros quadrados e um pântano de caniços.
O setor sudoeste da depressão é parte da Área Protegida de Siuá, que protege o oásis selvagem dentro e ao redor do Oásis de Siuá.

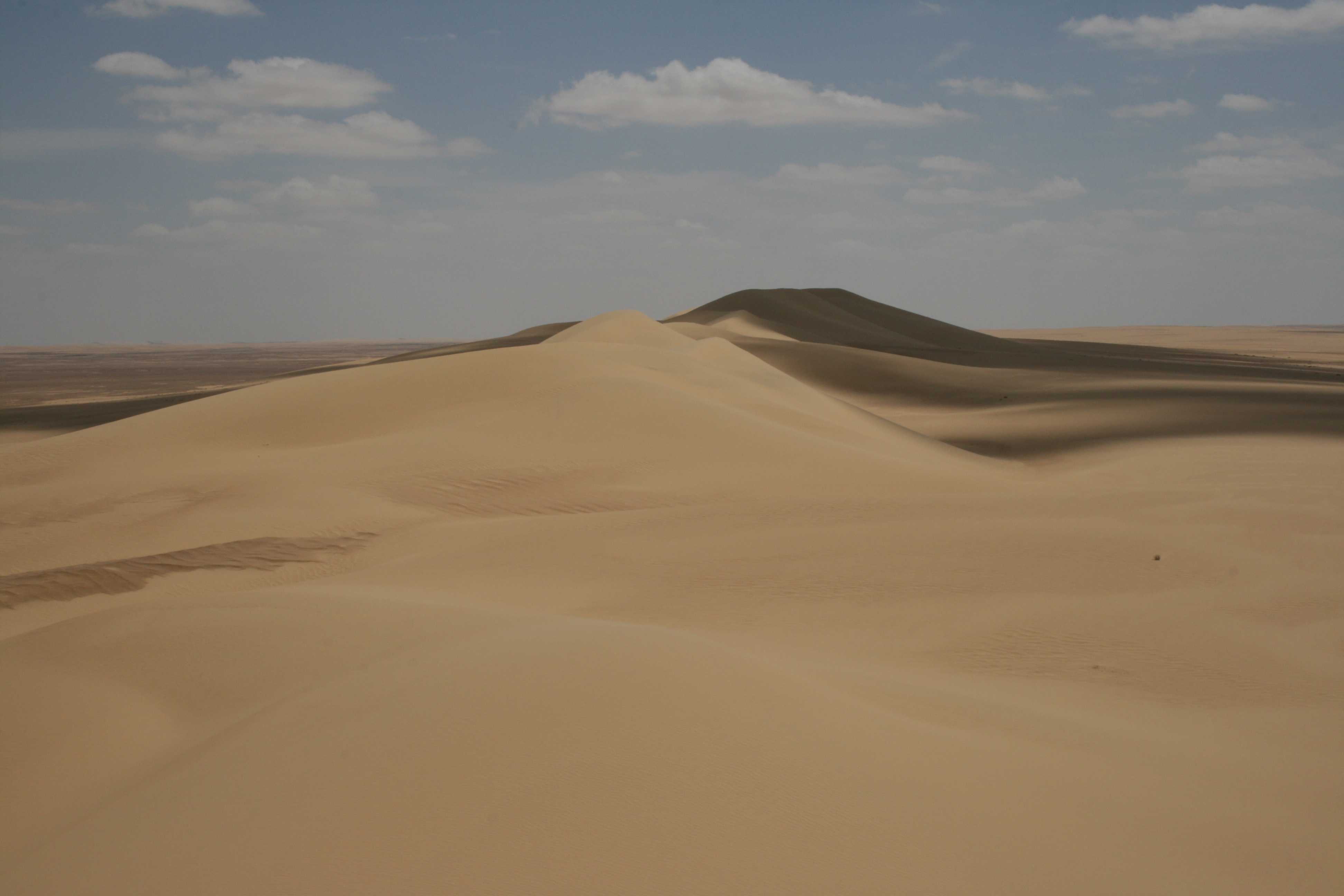
Dunas de areia na Depressão de Qattara.

A Depressão é um habitat importante para o guepardo, com o maior número de avistamentos recentes em áreas na parte norte, oeste e noroeste da Depressão de Qattara, incluindo os oásis altamente isolados e selvagens de Ain EI Qattara e Ein EI Ghazzalat e vários acácia bosques tanto dentro como fora da depressão.
Gazelas (Gazella dorcas e Gazella leptoceros) também habitam a Depressão de Qattara, sendo uma importante fonte de alimento para o guepardo. A maior população de gazelas existe na parte sudoeste da Depressão de Qattara dentro de uma vasta área de terras úmidas e areia fofa. A área de 900 quilômetros quadrados, inclui os oásis selvagens de Hatiyat Tabaghbagh e Hatiyat Umm Kitabain, e é um mosaico de lagos, salinas, arbustos, palmeiras silvestres e prados Desmostachya bipinnata.

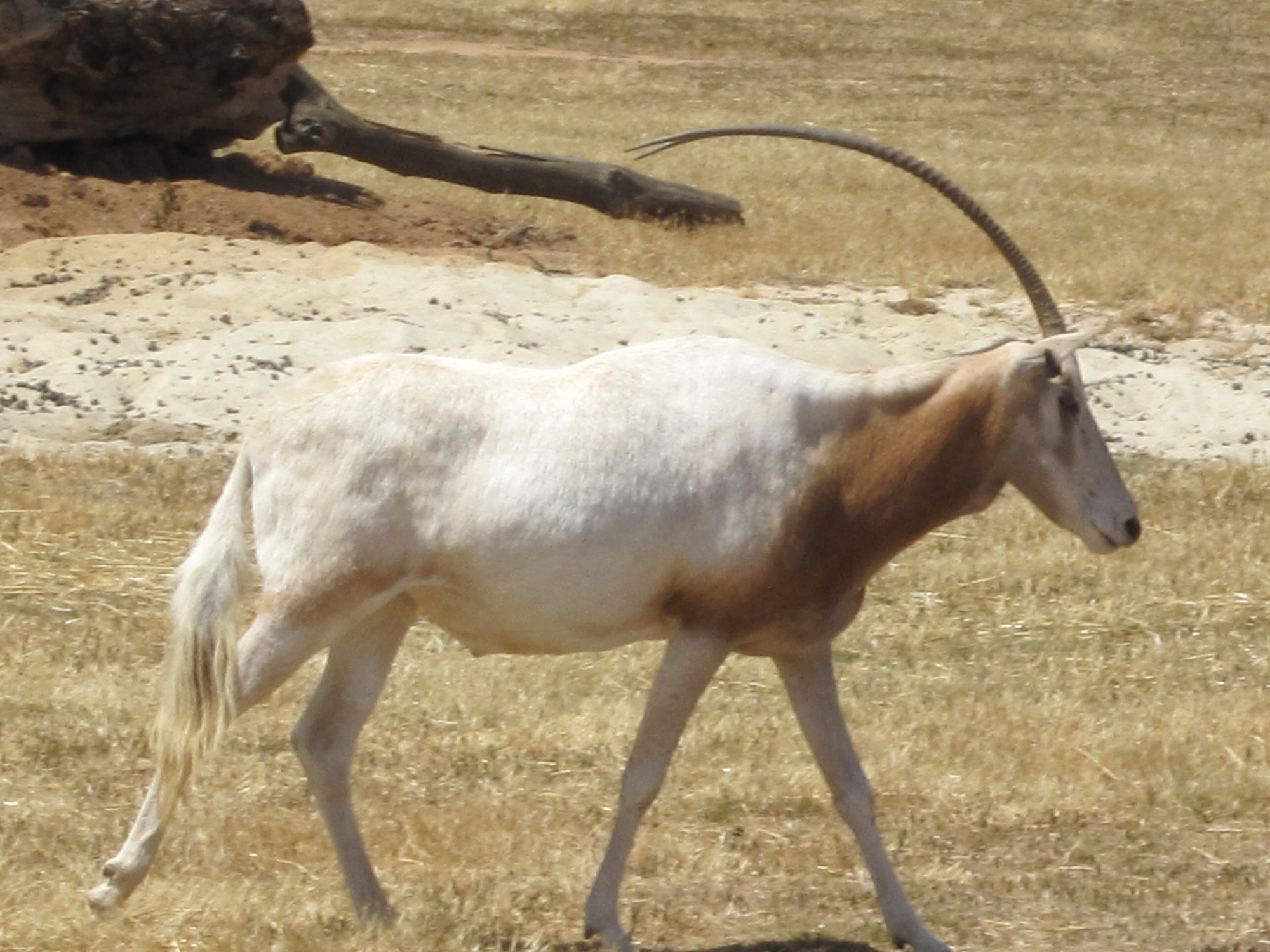
O óryx-do-saara habitava o local.

Outra fauna comum inclui a lebre-do-cabo (Lepus capensis), o chacal-dourado (Canis aureus hupstar), a raposa-da-areia (Vulpes rueppelli) e mais raramente a raposa-do-deserto (Vulpes zerda). Carneiro-da-Barbária (Ammotragus lervia) já foram comuns por lá, mas agora são poucos em números.
Espécies extintas da área incluem a Órix-do-saara (Oryx dammah), adax (Addax nasomaculatus) e hartebeest bubal (Alcelaphus buselaphus). Também os Droseridites baculatus, uma planta extinta conhecida apenas de fósseis do pólen, foram encontrados no poço Ghazalat-1.

## Clima

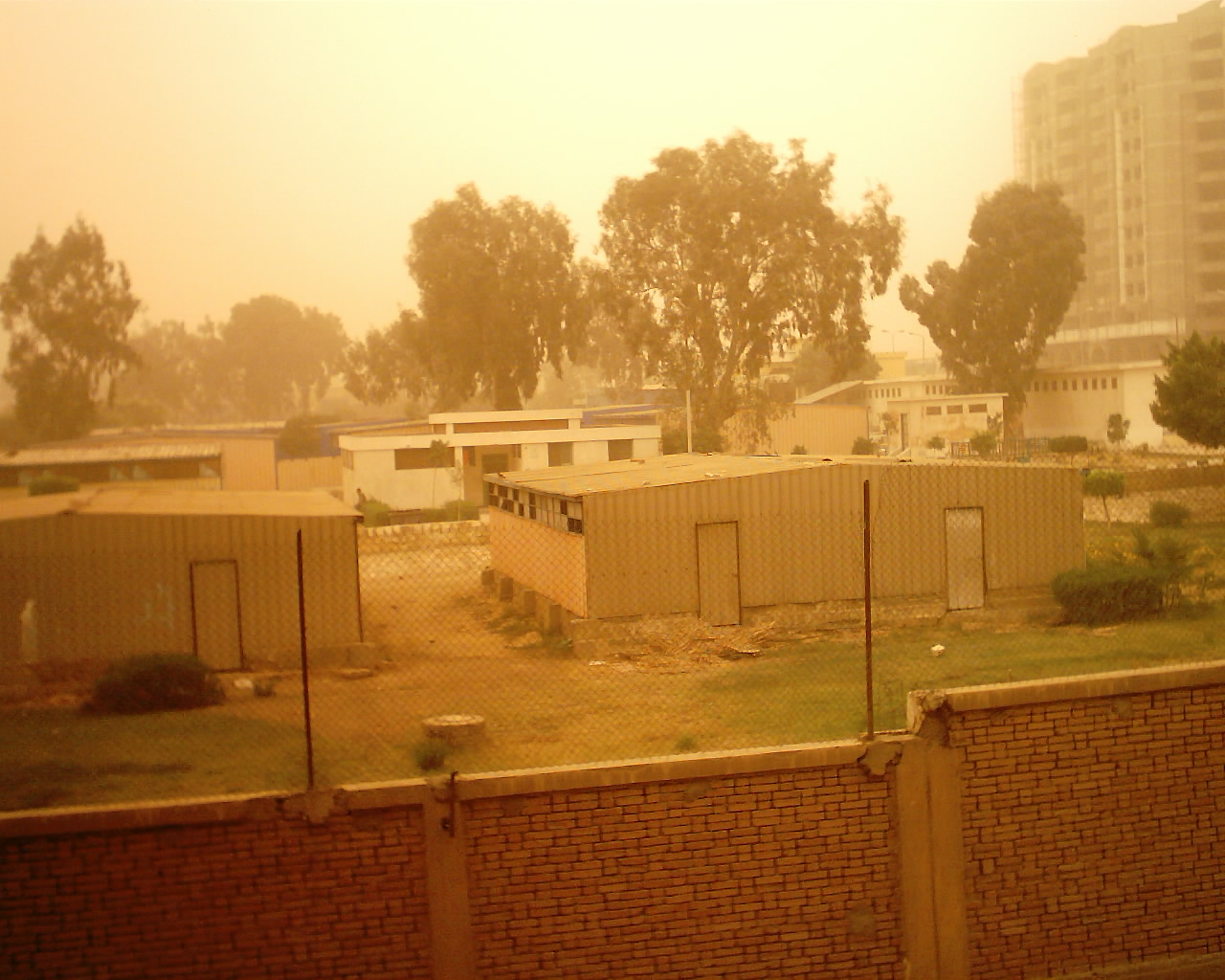
Efeito do khamsin no Egito, em 2007.

O clima da Depressão de Qattara é extremamente árido, com precipitação anual entre 25 e 50 mm ao norte e menos de 25 mm ao sul da depressão. A temperatura média diária varia entre os meses de verão e inverno. O vento predominante forma um regime em grande parte bimodal, com a maioria dos ventos vindos das direções norte-leste e oeste. Isso faz com que as formações de dunas lineares no Deserto Ocidental entre a depressão de Qattara e o vale do Nilo. A velocidade do vento atinge o pico em Março, com 11,5 m/s e mínima em Dezembro, com 3,2 m/s. A velocidade média do vento é de cerca de 5 a 6 m/s. Vários dias a cada ano nos meses de Março a Maio, os ventos khamsin sopram do sul e trazem temperaturas extremamente altas, bem como areia e poeira com eles.

## Uso da terra
Há um assentamento permanente na Depressão de Qattara, o oásis de Qara. O oásis está localizado na parte mais ocidental da depressão e é habitado por cerca de 300 pessoas. A depressão também é habitada pelos povos beduínos nómades e seus rebanhos, com o oásis de Mogra desabitado sendo importante em tempos de escassez de água durante as estações secas.
A Depressão de Qattara contém muitas concessões de petróleo e vários campos de petróleo operacionais. As empresas de perfuração incluem a Royal Dutch Shell e a Apache Corporation.

## História

### Medição
A altitude da depressão foi medida pela primeira vez em 1917 por um oficial do exército britânico liderando uma patrulha de carros leves na região. O policial fez leituras da altura do terreno com um barômetro aneróide em nome de John Ball, que mais tarde também publicaria na região. Ele descobriu que a nascente Ain EI Qattara fica a cerca de 60 metros abaixo do nível do mar. Como o barômetro se perdeu e as leituras foram tão inesperadas, esse achado precisou ser verificado. Durante 1924-25, Ball novamente organizou uma pesquisa, desta vez com o único propósito de triangular a elevação em uma linha de oeste de Uádi Natrum. A pesquisa foi liderada por G.F. Walpole, que já se distinguira triangulando o terreno ao longo de 500 km do Nilo até Siuá, via Baaria. Ele confirmou as leituras anteriores e comprovou a presença de uma enorme área abaixo do nível do mar, com locais tão profundos quanto -133 m.
O conhecimento sobre a geologia da Depressão de Qattara foi grandemente estendido por Ralph Alger Bagnold, um comandante e explorador militar britânico, através de inúmeras jornadas nas décadas de 1920 e 1930. O mais notável foi sua jornada de 1927, durante a qual ele atravessou a depressão de leste a oeste e visitou os oásis de Qara e Siuá. Muitas dessas viagens usavam veículos motorizados (Ford Model-Ts), que usavam técnicas especiais para dirigir em condições desérticas. Essas técnicas foram um ativo importante do Grupo de Longo Alcance do Deserto, fundado por Bagnold em 1940.
Após a descoberta da depressão, Ball publicou as descobertas da triangulação sobre a região em outubro de 1927 no The Geographical Journal. Ele também deu à região seu nome "Qattara" depois da primavera Ain EI Qattara, onde as primeiras leituras foram feitas. O nome significa literalmente "pingar" em árabe. Seis anos depois, em 1933, Ball foi o primeiro a publicar uma proposta para inundar a região para gerar energia hidrelétrica, em seu artigo "A Depressão de Qattara do Deserto da Líbia e a possibilidade de sua utilização para a produção de energia".

### II Guerra Mundial

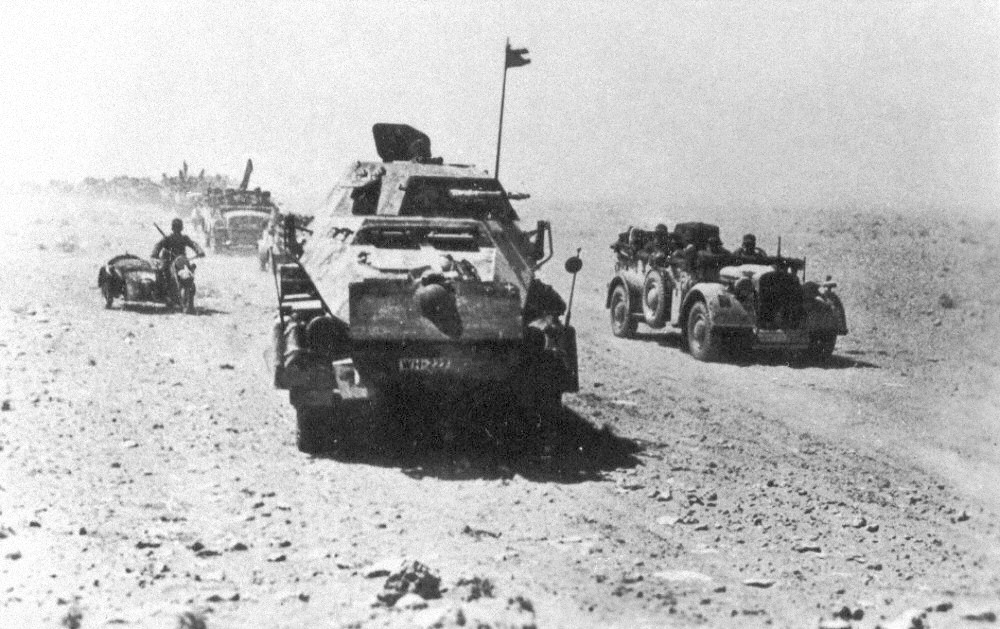
Blindados alemães atravessam o deserto em direção à El Alamein.

Durante a Segunda Guerra Mundial, a presença da depressão moldou a 1ª e a 2ª Batalha de El Alamein. Considerou-se intransitável por tanques e a maioria de outros veículos militares por causa de características como lagos salgados, precipícios altos e/ou escarpas, e fech fech (areia muito fina em pó). Os penhascos, em particular, agiam como uma borda do campo de batalha de El Alamein, o que significava que as forças do Império Britânico não poderiam ser ultrapassadas para o sul. Tanto o Eixo como as Forças Aliadas construíram suas defesas em uma linha do Mar Mediterrâneo até a Depressão de Qattara. Essas defesas ficaram conhecidas como os jardins do diabo e, na maior parte delas, ainda estão lá, especialmente os extensos campos minados.
Nenhuma grande unidade do exército entrou na Depressão, embora as patrulhas alemãs Afrika Korps e o Grupo de Longo Alcance do Deserto operassem na área, uma vez que essas pequenas unidades tinham uma experiência considerável em viagens ao deserto. As unidades de reparo e salvamento da RAF (por exemplo, 58 RSU) usaram uma rota através da depressão para resgatar ou recuperar aeronaves que haviam aterrissado ou caído no Deserto Ocidental, longe da planície costeira.
Os RSUs incluíam caminhões de tração nas seis rodas, guindastes Coles e grandes reboques, e estavam particularmente ativos em meados de 1941, quando o vice-marechal da Aeronáutica G.G. Dawson chegou ao Egito para lidar com a falta de aeronaves reparáveis.
Um oficial de comunicações alemão estacionado na depressão foi citado por Gordon Welchman como sendo involuntariamente útil na quebra do código da máquina Enigma, devido a suas transmissões regulares afirmando que não havia "nada a relatar".

## Projeto da Depressão de Qattara

Rotas propostas para o canal do Projeto.

O grande tamanho da Depressão de Qattara e o fato de cair a uma profundidade de 133 metros abaixo do nível médio do mar levou a várias propostas para criar um enorme projeto de energia hidrelétrica no norte do Egito que rivaliza com a da Represa de Assuã. Este projeto é conhecido como o Projeto de Depressão de Qattara. As propostas pedem que um grande canal ou túnel seja escavado a partir do Qattara, ao norte de 55 a 80 quilômetros, dependendo da rota escolhida para o Mar Mediterrâneo para trazer água do mar para a área.
Um plano alternativo envolve a execução de um duto de 320 quilômetros a nordeste até o Rio Nilo, de água doce, em Roseta. A água fluiria para uma série de comportas de água que gerariam eletricidade liberando a água a 60 m abaixo do nível do mar. Como a Depressão de Qattara está em uma região muito quente e seca com muito pouca cobertura de nuvens, a água liberada no nível de -70 metros se espalharia do ponto de liberação através da bacia e evaporaria do influxo solar. Por causa da evaporação, mais água pode fluir para a depressão, formando assim uma fonte contínua de energia. Eventualmente isso resultaria em um lago hipersalino, pois a água evaporaria e deixaria para trás o sal que ela continha.
Planos para usar a Depressão de Qattara para a geração de eletricidade datam de 1912, do geógrafo de Berlim Albrecht Penck. O assunto foi discutido mais detalhadamente pelo Dr. John Ball em 1927. Em 1957, a Agência Central de Inteligência estadunidense propôs ao presidente Dwight Eisenhower que a paz no Oriente Médio pudesse ser alcançada pela inundação da Depressão de Qattara. A lagoa resultante, segundo a CIA, teria quatro benefícios:
- Seria "espetacular e pacífico";
- Isso "alteraria materialmente o clima em áreas adjacentes";
- Ele "forneceria trabalho durante a época de construção e moradia, após a conclusão, dos árabes palestinos";
- Isso faria com que o presidente egípcio Gamal Abdel Nasser "pensasse em outros assuntos" porque "ele precisava [de] alguma maneira de sair do gancho soviético".

Nos anos 70 e no início dos anos 80, várias propostas para inundar a área foram feitas por Friedrich Bassler e pela Joint Venture Qattara, um grupo de empresas principalmente alemãs. Eles queriam fazer uso de explosões nucleares pacíficas para construir um túnel, reduzindo drasticamente os custos de construção em comparação com os métodos convencionais. Este projeto propôs o uso de 213 bombas H, com rendimentos de 1 a 1,5 megatoneladas, detonadas a profundidades de 100 a 500 metros. Isso se encaixou no programa Atoms for Peace, proposto pelo presidente dos Estados Unidos, Dwight Eisenhower, em 1953. O governo egípcio recusou a ideia porque estava assustado com isso.
Especialistas em planejamento e cientistas apresentaram de forma intermitente opções potencialmente viáveis, seja de túnel ou canal, como solução económica, ecológica e energética no Egito, muitas vezes associadas à ideia de novos assentamentos.

## Na cultura popular
- Uma série de filmes ambientados na Segunda Guerra Mundial foram ambientados na Depressão, incluindo Ice Cold in Alex (1958) e Play Dirty (1969).

## Leitura complementar
- Annotations. Central University Libraries at Southern Methodist University. Vol. VI, No. 1, Spring 2004.
- Bagnold, R.A. 1931. Journeys in the Libyan Desert, 1929 and 1930. The Geographical Journal 78(1): 13-39; (6):524-533.
- Bagnold, R.A. 1933. A further journey through the Libyan Desert. The Geographical Journal 82(2): 103-129; (3): 211-213, 226-235.
- Bagnold, R.A. 1935. Libyan Sands: Travel in a Dead World. Travel Book Club, London. 351 p.
- Bagnold, R.A. (1939). «A lost world refound». Scientific American. 161 (5): 261–263. doi:10.1038/scientificamerican1139-261
- Eizel-Din, M. A.; Khalil, M. B. (2006). «Development potential: Evaluation of the hydro-power potential of Egypt's Qattara Depression». International Water Power and Dam Construction (em inglês). 58 (10). pp. 32–36
- Hassanein Bey, A.M. (1924). «Crossing the untraversed Libyan Desert». The National Geographic Magazine (em inglês). 46 (3). pp. 233–277
- Ramsar Sites Information Service (RSIS). Egypt. Acesso em 21 de Agosto de 2011.
- Rohlfs G. 1875. Drei Monate in der Libyschen Wüste (Três Meses no Deserto Líbio). Verlag von Theodor Fischer, Cassel. 340 p.
- Saint-Exupéry, A. de. 1940. Wind, Sand and Stars. Harcourt, Brace & Co, New York.
- Scott, C. 2000. Sahara Overland: A Route and Planning Guide. Trailblazer Publications. 544 p. ISBN 978-1-873756-76-8.
- Zittel, K.A. von. 1875. Briefe aus der libyschen Wüste (Cartas do Deserto Líbio). Munique.